# Bryce Mackasey
Bryce Stuart Mackasey PC (* 25. August 1921 in Québec, Québec; † 5. September 1999) war ein kanadischer Unternehmer, Industrieller, Kaufmann und Politiker der Liberalen Partei Kanadas, der 18 Jahre lang Abgeordneter des Unterhauses sowie mehrmals Minister war.

## Leben

### Unternehmer, Kommunalpolitiker und Unterhausabgeordneter
Nach dem Besuch der St. Patrick’s High School in Québec absolvierte Mackasey ein Studium der Wirtschaftswissenschaften an der McGill University sowie der Sir George Williams University, das er mit einem Bachelor of Commerce (B.Comm.) abschloss. Danach war er als Unternehmer, Industrieller und Kaufmann tätig und war zwischen 1955 und 1968 Präsident des Unternehmens Trenmore Printing, Trophies and Sporting Goods Ltd. und war darüber hinaus von 1954 bis 1960 auch Miteigentümer der Tageszeitung Messager de Verdun.
Seine politische Laufbahn begann er in der Kommunalpolitik in Verdun 1957 als Vorsitzender städtischen Sportkommission und war danach zwischen 1958 und 1962 Beigeordneter (Alderman) dieser Stadt.
Bei der Unterhauswahl vom 18. Juni 1962 wurde Mackasey erstmals als Kandidat der Liberalen Partei zum Mitglied des Unterhauses gewählt, in dem er bis zu seinem Mandatsverzicht am 15. November 1976 den Bundeswahlkreis Verdun vertrat. Zu Beginn seiner Abgeordnetentätigkeit war er zwischen dem 18. Februar 1964 und dem 3. April 1965 Vorsitzender des Ständigen Unterhausausschusses für industrielle Beziehungen. Im Juli 1965 übernahm er sein erstes Regierungsamt und war bis September 1965 Parlamentarischer Sekretär beim Minister für nationale Gesundheit und Wohlfahrt sowie zwischen Januar 1966 und Februar 1968 Parlamentarischer Sekretär beim Arbeitsminister.

### Minister und Mitglied der Québecer Nationalversammlung
Im Anschluss wurde er am 9. Februar 1968 von Premierminister Lester Pearson als Minister ohne Geschäftsbereich in die 19. kanadische Regierung berufen und behielt dieses Amt auch nachdem Pearsons Nachfolger Pierre Trudeau am 20. April 1968 die 20. Regierung Kanadas gebildet hatte. Im Zuge einer Kabinettsumbildung wurde er am 6. Juli 1968 Arbeitsminister und übernahm danach vom 28. Januar bis zum 26. November 1972 das Amt des Ministers für Arbeitskräfte und Einwanderung.
Nachdem er zwischen dem 3. Juni und dem 7. August 1974 Staatsminister ohne Geschäftsbereich gewesen war, wurde er am 8. August 1974 Postminister (Postmaster General) und behielt dieses Amt bis zum 14. September 1976. Zugleich war er zunächst vom 16. März bis zum 7. April 1976 geschäftsführender Minister und dann bis zum 14. September 1976 Minister für Konsumenten- und Unternehmensangelegenheiten.
Am 15. November 1976 legte er sein Unterhausmandat nieder, nachdem er zum Mitglied der Nationalversammlung von Québec gewählt wurde und in dieser bis zum 25. April 1978 den Landeswahlkreis Notre-Dame-de-Grâce vertrat.
Nach seinem Ausscheiden aus der Nationalversammlung von Québec kandidierte er am 16. Oktober 1978 bei einer Nachwahl im Bundeswahlkreis Ottawa Centre, verpasste jedoch den Wiedereinzug in das Unterhaus Kanadas. Allerdings wurde er bei der Unterhauswahl vom 18. Februar 1980 im Bundeswahlkreis Lincol wieder zum Unterhausabgeordneten gewählt. Nach Ablauf der Legislaturperiode verzichtete er auf eine weitere Kandidatur bei der Unterhauswahl am 4. September 1984. Während dieser Zeit war Mackasey zwischen dem 14. April 1980 und dem 30. November 1983 Vorsitzender des Unterausschusses für Importpolitik des Ständigen Unterhausausschusses für Finanzen, Handel und Wirtschaftsangelegenheiten.
Mackasey, dem 1969 von der Sir George Williams University ehrenhalber ein Doktor der Rechte (LL.D.) verliehen wurde, wurde nach seinem Ausscheiden aus dem Unterhaus von Premierminister John Turner als Botschafter in Portugal nominiert. Diese Nominierung wurde allerdings von Premierminister Brian Mulroney widerrufen.

## Veröffentlichungen
- Le syndrome du lemming : et autres allocutions sur les conflits sociaux, Ottawa 1976
- What's behind the lemming urge?: and other reflections on social conflict, Ottawa 1976